# Chrome远程桌面

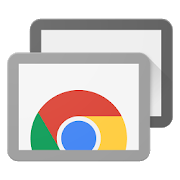
Chrome遠程桌面的logo

Chrome远程桌面是一款由Google於2011年开发的远程桌面软件（起初只是Chrome瀏覽器的一個Google Chrome扩展程序，可以在Chrome应用商店中下載，後來Android和iOS上也能下載），允许用户远程控制另一台计算机的桌面。 Chrome远程桌面使用的是Google自己開發的协议，而不是更常见的由微软開發的遠端桌面協定。

## 外部連結
- 官方网站